# Tolga (plaats)
Tolga is een plaats in de Noorse gemeente Tolga, provincie Innlandet. Tolga telt 608 inwoners (2007) en heeft een oppervlakte van 1,23 km².